# Paralomis otsuae
Paralomis otsuae is een tienpotigensoort uit de familie van de Lithodidae. De wetenschappelijke naam van de soort is voor het eerst geldig gepubliceerd in 1990 door Wilson.